# Gony Arruda
Esmerino Oliveira Arruda Coelho Júnior (Rio de Janeiro, 03 de fevereiro de 1972), mais conhecido como Gony Arruda, é um político e dirigente esportivo brasileiro. Foi deputado estadual e presidiu a Assembleia Legislativa do Estado do Ceará (Alece). 
É o atual vice-presidente de Relações Externas do Clube de Regatas do Flamengo.

## Biografia
Filho de Esmerino Arruda, Gony Arruda é natural do Rio de Janeiro, mas radicado politicamente no Ceará, especialmente em Granja, onde seus pais foram prefeitos. Graduado em Administração de Empresas pela Universidade Cândido Mendes. Foi Diretor Administrativo e vice-presidente de Futebol de Base do Clube de Regatas do Flamengo.
Em 1998, foi eleito pela primeira vez deputado estadual do Ceará, tendo exercido cinco mandatos na Assembleia Legislativa do Ceará.
Em 2010, assumiu a presidência da Assembleia Legislativa do Ceará.